# Sede de la Compañía del Norte Africano
La Sede de la Compañía Del Norte Africano es un edificio ecléctico del Ensanche Modernista de la ciudad española de Melilla. Está situado en el número 4 de la calle Luis de Sotomayor y forma parte del Conjunto Histórico Artístico de la Ciudad de Melilla, un Bien de Interés Cultural.

## Historia

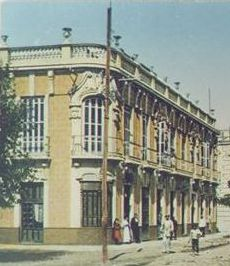
Sede de la Compañía Del Norte Africano

Fue construido en 1910 según diseño de Droctoveo Castañón y ese mismo año empezó a albergar la sede de la minera Compañía  del Norte Africano.

## Descripción
Está construido con paredes de mampostería de piedra local y ladrillo macizo y bovedillas de ladrillo macizo para los techos.
Consta de planta baja y  una sobre esta. Su fachada cuenta con una planta baja de vanos, enmarcados y con molduras sobre sus dinteles, mientras la principal cuenta con balcones, con ventanas, hoy austeros tras haberse perdido el enmarque que las conectaban con la azotea, mientras la central y la de los chaflanes además cuentan con arcos rebajados, conservando su enmarque y habiéndose perdido también las preciosas molduras sobre los arcos y la  balaustrada de la azotea, hoy un simpleto peto ciego.